# Науте (рекреаційний курорт)
Рекреаційний курорт Науте (нім. Naute-Erholungsgebiet, Naute Wildschutzgebiete, англ. Naute Recreation Resort, Naute Game Park) — резерват площею 225 км2, розташований на півдні Намібії, 55 км на захід від Кітманшоп.
Рекреаційний курорт Науте — привабливе місце для пірнальників, вудильників і любителів тварин. Цим розвагам віддано 600 га на півдні від греблі Naute-Damm. На довколишній території живуть передусім спрінгбоки, куду і дукери.
Рекреаційна зона Науте була створена в 1972 році, після завершення будівництва греблі на річці Löwen. Водойма, що утворилася в результаті, прекрасно підійшла як основа туристичного центру, що притягає туристів широкими можливостями для зайняття водними видами спорту.
Попри те, що головним завданням водосховища є постачання водою місто Кітмансхуп, його водні ресурси використовуються також для зрошування фруктових садів і для забезпечення рибних ферм. Головною пам'яткою водойми є парк культури і відпочинку, що пропонує відвідувачам широкі можливості для зайняття водними видами спорту, а також можливість провести час в спокійній атмосфері.

## Ресурси Інтернету
- Offizielle Broschüre mit Informationen zum Park (englisch; PDF; 137 kB)